# Kayla Shyx
Kayla Shyx (* 5. März 2002 in Berlin; bürgerlich Kaya Loska) ist eine deutsche Schauspielerin, Webvideoproduzentin und Sängerin.

## Leben
Kayla Shyx wuchs in Berlin auf. Mit vier Jahren fing sie an Klavier zu spielen.  Später sang sie im Nachwuchsensemble des Berliner Friedrichstadt-Palasts.
Kayla Shyx war Teil der ab November 2016 im KiKA ausgestrahlten vierten Staffel der Mädchen-WG. Durch ihren am 4. Dezember 2016 erstellten YouTube-Kanal wurde sie bekannter; der Kanal zählte im Dezember 2022 rund 726.000, im Juni 2023 mehr als 780.000 Abonnenten.
Nachdem sie in zwei Kurzfilmen mitgewirkt hatte, wurde Shyx 2019 für die Webserie Krass Klassenfahrt gecastet und war in den ersten beiden Staffeln in insgesamt 20 Episoden sowie im 2021 erschienenen dazugehörigen Kinofilm zu sehen. Der deutsche Mode-Internethändler About You brachte im Sommer 2021 eine von Kayla Shyx’ Erscheinungsbild inspirierte Kollektion heraus, im Ressort Unterhaltung der Bild-Zeitung wurde die neunzehnjährige Shyx daraufhin als „Deutschlands jüngste Modedesignerin“ bezeichnet. Ende 2022 nahm sie an der Escape-Show Get Away des deutschen Webvideoproduzenten MontanaBlack teil. Bei den Videodays 2023 gewann sie in den Kategorien News & Commentary und Social Responsibility.
Im Februar 2022 unterschrieb Kyla Shyx einen Plattenvertrag beim Label Jive Records. Im Spätsommer 2024 veröffentlichte sie zunächst Sad Girl Summer. Es folgte Lieb dich eigentlich am 1. November 2024 als zweite Single.  Ein Album wurde für den Mai 2025 angekündigt. Der Stil ihrer Musik wurde als melancholischer Indie-Pop beschrieben, der an Lana Del Rey erinnere. Ihre zweite Single erinnere darüber hinaus an den Mumblecore.
Sie lebt in Amsterdam.

## VideoWas wirklich bei Rammstein Afterpartys passiert
Am 5. Juni 2023 veröffentlichte sie auf ihrem YouTube-Kanal das 36-minütige Video Was wirklich bei Rammstein Afterpartys passiert, in dem sie Missbrauchsvorwürfe gegen Till Lindemann, den Sänger der Band Rammstein, thematisierte. Darin berichtete sie von ihren persönlichen Erlebnissen bei einem Rammstein-Konzert im Berliner Olympiastadion im Juni 2022 sowie von Aussagen anderer betroffener Frauen. Das Video erreichte in den ersten Tagen nach Veröffentlichung mehrere Millionen Aufrufe, Stand Anfang August 2023 annähernd sechs Millionen, und befand sich eine Zeit lang auf Platz 1 der deutschen YouTube-Trends.
Lindemanns Anwalt erwirkte vor dem Landgericht Hamburg eine einstweilige Verfügung gegen Shyx. Mit Beschluss vom 24. Juli 2023 wurden ihr insgesamt acht Aussagen aus dem Youtube-Video untersagt. Das Landgericht wertete die beanstandeten Aussagen als „prozessual unwahre Tatsachenbehauptungen“ sowie als ehrverletzende Bewertungen. Zudem habe sie die gesamten Gerichts- und Anwaltskosten zu tragen. Die entsprechenden Passagen mussten von Shyx nachträglich aus dem Video herausgeschnitten werden, wodurch dieses um knapp eine Minute verkürzt wurde.
2023 wurde Kayla Shyx für ihr YouTube-Video beim Preis für Popkultur in der Kategorie „Schönste Geschichte“ nominiert. Dies sorgte auf Grund der Kategoriebenennung für Irritationen und Kritik. Der Verein für Popkultur benannte die Kategorie daher kurzfristig in „Bewegendste Geschichte“ um. Bei der Verleihung selbst wurden alle Nominierten in dieser Kategorie ausgezeichnet.
Ein gegen Lindemann eröffnetes Ermittlungsverfahren der Staatsanwaltschaft Berlin wurde im August 2023 eingestellt, da kein hinreichender Tatverdacht vorlag. Im Hinblick auf Shyx’ Anschuldigungen stellte die Staatsanwaltschaft fest, diese seien in den Vernehmungen „zu unkonkret“ geblieben, „zumal die Zeugin jedenfalls kein eigenes Erleben strafrechtlich relevanter Vorfälle schildern konnte“.

## Filmografie
- 2019: Nachtbesuch (Kurzfilm)
- 2019: Gutmensch (Kurzfilm)
- 2019: Krass Klassenfahrt (Webserie, 18 Episoden)
- 2020: Bibi & Tina – Die Serie (Fernsehserie, eine Episode)
- 2021: Krass Klassenfahrt – Der Kinofilm
- 2021: Despertado (Kurzfilm)
- 2022: Toxisch (Miniserie)
- 2023: Meme Girls (Miniserie, drei Episoden)
- 2024: Frühling – Mit dem Feind im Bett (Fernsehreihe)
- 2025: Like a Loser (Fernsehserie, 7 Episoden, 2. Staffel)
- 2025: RAGE GIRL (Musikvideo von Nina Chuba)

## Diskografie
Alben
- 2025: Sad Girl Summer

Singles
- 2024: Sad Girl Summer
- 2024: lieb ich eigentlich :(
- 2024: wieder…
- 2025: Die falsche Alice
- 2025: Prom Night
- 2025: mhm,mhm!
- 2025: 4 Tage
- 2025: Keine Zeit/Selbstmitleid
- 2025: Schmetterlinge